# سباق يوروميتروبول 2017
سباق يوروميتروبول 2017 (بالألمانية: Tour de l’Eurométropole 2017) هو سباق دراجات هوائية، وهو الموسم رقم 77 من السباق، وأقيم في 1 أكتوبر 2017، وامتدّ لمسافة 188.6 كيلومتر، وهو أحد سباقات طواف أوروبا للدراجات 2017، وقد شارك في السباق 166 متسابقاً ووصل إلى نهايته 130 متسابقاً.
فاز فيه بالمركز الأول دانيال مكلاي، وبالمركز الثاني كيني ديهاس، وبالمركز الثالث أنتوني تورجيس.

## الفرق
| فرق عالمية (6)- Lotto NL-Jumbo - AG2R La Mondiale - BMC Racing Team - Lotto-Soudal - Quick-Step Floors - Katusha-Alpecin فرق قارية محترفة (9)- أكوا بلو سبورت 2017 ‏ - Cofidis, Solutions Crédits - Direct Énergie - Fortuneo-Oscaro - رومبوت تشارلز ‏ - سبورت فلاندرين بالويس 2017 ‏ - Verandas Willems-Crelan ‏ - Wanty-Groupe Gobert - بنجوال باوليز ساوكس دبليو بي ‏ فرق قارية (7)- Bingoal WB Devo Team ‏ - أرمي دي تير 2017 ‏ - Team Metalced ‏ - Pauwels Sauzen–Vastgoedservice ‏ - Van Rysel–Roubaix ‏ - بوديسول يوروميليونز بول كونتيننتال والون 2017 ‏ - سوبرانو هام ايزوريكس 2017 ‏ |  |
| |  |

## التصنيف العام النهائي
| التصنيف العام | التصنيف العام      | التصنيف العام   | التصنيف العام                | التصنيف العام |        |
| الدراج        | الدراج             | البلد           | الفريق                       | الوقت         | السرعة |
| ------------- | ------------------ | --------------- | ---------------------------- | ------------- | ------ |
| 1.            | دانيال مكلاي       | المملكة المتحدة | Fortuneo-Oscaro              | 4 س 20 د 20 ث |        |
| 2.            | كيني ديهاس         | بلجيكا          | Wanty-Groupe Gobert          | + 0 ث         |        |
| 3.            | أنتوني تورجيس      | فرنسا           | كوفيديس                      | + 0 ث         |        |
| 4.            | جاسبر دي بويست     | بلجيكا          | لوتو سودال                   | + 0 ث         |        |
| 5.            | جيمبي دراكر        | لوكسمبورغ       | بي إم سي راسينغ              | + 0 ث         |        |
| 6.            | أوليفر ناسن        | بلجيكا          | أيه إل أم                    | + 0 ث         |        |
| 7.            | ماكسيم فانتوم      | بلجيكا          | WB-Veranclassic-Aqua Protect | + 0 ث         |        |
| 8.            | دريس فان جيستل     | بلجيكا          | Sport Vlaanderen-Baloise     | + 0 ث         |        |
| 9.            | بابتيست بلانكايرت  | بلجيكا          | كاتوشا ألبيسين               | + 0 ث         |        |
| 10.           | اموند جروندل يانسن | النرويج         | لوتو إن إل-جامبو             | + 0 ث         |        |

## وصلات خارجية
- الموقع الرسمي
- سباق يوروميتروبول 2017 على موقع إحصائيات الدراجات الإحترافية (الإنجليزية)